# Honey (L'Arc-en-Ciel)
Honey è un brano musicale del gruppo musicale giapponese de L'Arc~en~Ciel, pubblicato come primo singolo estratto dall'album Ray, l'8 luglio 1998, contemporaneamente ai singoli Kasō e Shinshoku ~Lose Control~. Il singolo ha raggiunto la prima posizione della classifica Oricon dei singoli più venduti in Giappone, rimanendo in classifica per trentatré settimane e vendendo 1 173 440 copie. Il singolo è stato ripubblicato il 30 agosto 2006.

## Tracce
CD Singolo KSD2-1200
1. Honey - 3:48

## Classifiche
| Classifica (1998) | Posizione più alta |
| ----------------- | ------------------ |
| Giappone (Oricon) | 1                  |